# Niedersächsischer Landesverein für Familienkunde

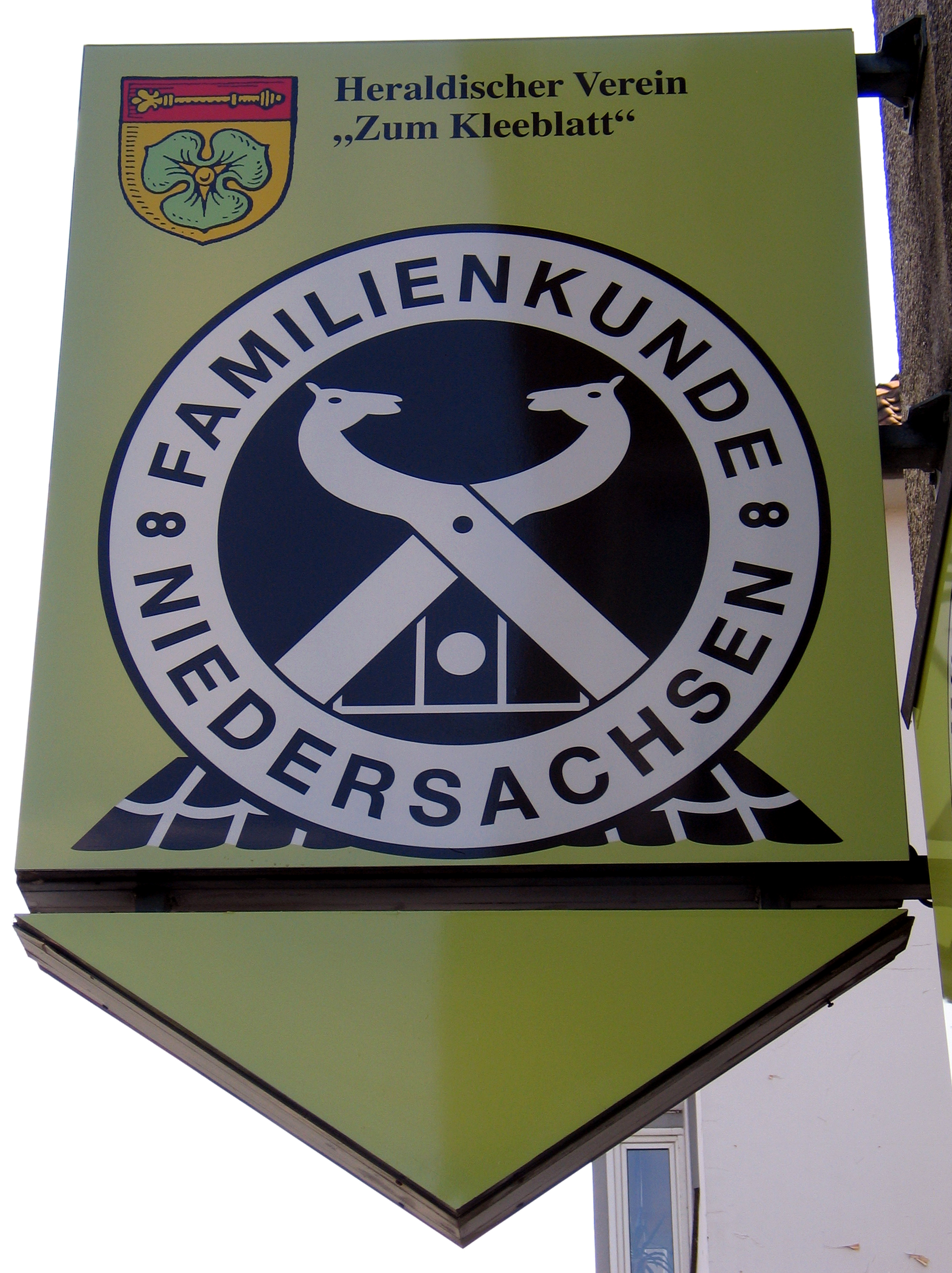
Hinweis auf die Räume des Vereins in Hannover

Der Niedersächsische Landesverein für Familienkunde wurde 1913 in Hannover gegründet. Er hat mehr als 500 (im Jahr 2023: 550) Mitglieder und zählt zu den ältesten familienkundlichen Vereinen in Deutschland. Seine Aufgabe ist die Förderung der Familienforschung durch Sammlung und Bereitstellung von genealogischer Literatur, beispielsweise Arbeiten zu einzelnen Familien und Kirchenbuchabschriften. Der Verein unterhält eine Spezialbibliothek in Hannover mit rund 10.000 genealogischen Veröffentlichungen. Er ist Herausgeber zahlreicher genealogischer Sonderveröffentlichungen. Der Verein ist Mitglied der Deutschen Arbeitsgemeinschaft genealogischer Verbände.

## Geschichte
Erster Vorsitzender wurde 1913–1919 der Amtsgerichtsrat Erich von Bennigsen. Bereits am 25. März 1914 wurde eine Ortsgruppe in Bremen ins Leben gerufen. Durch den Ersten Weltkrieg und den Tod von Bennigsens kam die Vereinsarbeit im Jahr 1919 zum Erliegen. Am 25. Februar 1920 übernahm Max Burchard den Vereinsvorsitz. Am 11. Mai 1923 schloss sich der Verein der Zentralstelle für Niedersächsische Familiengeschichte in Hamburg (heute Genealogische Gesellschaft Hamburg) als Ortsgruppe Hannover an. Erst am 31. Dezember 1930 erfolgte die Rückkehr zur Selbständigkeit als Genealogischer Abend im Verein für Stadthannoversche Geschichte und Bevölkerungskunde.
Im Zuge der nationalsozialistischen Machtübernahme wurde beim Reichsminister des Innern eine Dienststelle des Sachverständigen für Rasseforschung angesiedelt, deren Ziel es war „die Familiengeschichtsforschung von gestern in die Sippenforschung von heute“ zu überführen. So wurde am 10. September 1934 ein Reichsverein für Sippenforschung und Wappenkunde e.V. (RSW) gegründet, dem sich etwa 2.000 Vereine anschlossen, darunter auch der Genealogische Abend im Verein für Stadthannoversche Geschichte. Er wurde Teil des Landesverbandes Hannover im RSW, später auch bei dessen Nachfolgeorganisation, dem Volksbund der Deutschen Sippenkundlichen Vereine (VSV). Max Burchard blieb dabei an der Spitze des Vereins und wurde zum „Leiter“ berufen. Am 1. November 1936 wurde in Hannover der Hannoversche Landesverein für Sippenkunde (HLS) gegründet, dessen Leitung wieder Max Burchard übernahm. Nach seinem Tode am 27. Juni 1944 wurde der HLS von Architekt, Oberbaurat Willi Werner geleitet.
In der Nacht vom 8. zum 9. Oktober 1943 verbrannten die Bibliothek und das Archiv des Vereins bei einem britischen Luftangriff. Ein provisorischer Neuaufbau konnte aber durch Spenden in Egestorf/Deister ermöglicht werden.

### Verbot und Lizenz durch Besatzungsmacht
Am 8. Mai 1945 verbot die britische Besatzungsmacht vorerst jegliche Vereinstätigkeit, erteilte aber am 11. März 1946 dem HLS die Genehmigung zur Wiederaufnahme seiner Aktivitäten, die am 16. Juli begann. Neuer Vorsitzender wurde der ehemalige Oberstudiendirektor Ludwig Wülker. Erste Vortragsveranstaltungen fanden im Januar 1948 statt; im März 1948 feierte der Verein sein 35-jähriges Bestehen. Das Amtsgericht Hannover trug den Landesverein für Familienkunde unter der Nr. 448 ins Vereinsregister ein. Im selben Jahr kehrte die Restbibliothek von Egestorf wieder nach Hannover zurück und wurde in der dortigen Stadtbibliothek in zwei Schränken untergebracht.

### Vereinsbibliothek
Eine Spezialbibliothek in Hannover enthält 10.000 genealogische Veröffentlichungen, Zeitschriften und Forschungsarbeiten. Zirka 150 Aktenordner enthalten darüber hinaus ungebundene Manuskripte, Urkunde und Forschungsergebnisse. Ein umfangreicher Bestand an Nachlässen ist durch eine PC-Finddatei nach Namen und Orten erschlossen. Aufbereitetes Material aus Nachlässen und Schenkungen ist auf der Website des Vereins recherchierbar.
Im Jahr 1951 wurde die Bibliothek, da ihr Bestand ständig gewachsen war, in ein altes Fabrikgebäude in der hannoverschen Glockseestraße 36 verlegt. Das erste Bibliotheksverzeichnis erschien Ende Mai 1952. Wegen des Abbruchs des Gebäudes zog die Bibliothek im Mai 1972 in die Glockseestraße 35 um. Seit 2013 hat der Verein mit seiner Bibliothek Räume in der Rückertstraße 1, 30169 Hannover.

## Vorsitzende seit 1951

Vereinslogo

- 1951 bis 1974: Otto Tope
- 1974 bis 1981: Herbert Mundhenke
- 1982 bis 1998: Jürgen Ritter
- 1998 bis 2001: Günter W. Brauns
- 2001 bis 2007: Bolko F.-W. Knust
- 2007 bis 2012: Karl Junge
- 2012 bis 2013: Wolfgang Smit
- 2013 bis 2023: Gabriele Fricke
- 2023 bis 2024: Dirk Weissleder
- 2024 bis 2025: Jan Mundhenk
- seit Febr. 2025: Susan Thierfeld[6]

## Vereinszeitschrift
In den ersten Jahren wurde keine Vereinszeitschrift herausgegeben, sondern die evangelische Kirchenzeitung Der Weserbote wurde vorläufig als solche betrachtet. Am 14. Oktober 1914 gründete der Verein die eigene Druckschrift Niedersächsisches Familienarchiv, die bis in das Jahr 1919 bestand. Gemeinsam mit der Göttinger Genealogisch-Heraldischen Gesellschaft wurde am 7. Februar 1951 die Herausgabe einer neuen Zeitschrift beschlossen, die jedoch nach knapp drei Jahren ihr Erscheinen wieder einstellte. Für Veröffentlichungen stand den Mitgliedern nun ersatzweise die im Degener-Verlag erscheinende Zeitschrift Norddeutsche Familienkunde zur Verfügung.
Bis Ende 2018 war der Verein Mitherausgeber der Zeitschrift für Niederdeutsche Familienkunde in Zusammenarbeit mit den familienkundlichen Vereinen in Hamburg, Bremen und Göttingen.

## Veranstaltungen und Veröffentlichungen
Der Verein veranstaltet Vorträge, Exkursionen und Seminare und gibt jährlich Sonderveröffentlichungen (z. B. Ortsfamilienbücher) heraus. Dem Forschungs- und Erfahrungsaustausch der Mitglieder untereinander dienen Veranstaltungen, informelle Treffen und Arbeitsgemeinschaften. Angebote an Interessierte sind öffentlich auch für Nichtmitglieder zugänglich.
Publikationen (Auswahl)
Im Jahr 1964 begann der Verein, in einer Reihe von Sonderveröffentlichungen die 6000 Leichenpredigten des Stadtarchivs Braunschweig herauszugeben; erst 1988 wurde diese Arbeit abgeschlossen. In den Jahren seit 1982 publizierte der Verein mehr als 25 Sonderveröffentlichungen zu genealogischen Themen.
- Die Leichenpredigten des Stadtarchivs Braunschweig, erschienen in 10 Bänden 1976–1990.[10]
- Schloss-Kirchenbuch Hannover: 1680–1812, erschienen in 2 Bänden 1992–1993.[11]
- Garnison-Kirchenbuch Hannover 1816–1867, erschienen in 2 Bänden 1995–1996.[12]
- Ortsfamilienbuch Bockenem, erschienen in 2 Bänden, Sonderveröffentlichung des Niedersächsischen Landesverein für Familienkunde Nr. 38, Deutsche Ortssippenbücher; Bd. 392: Reihe B, Hannover 2007, ISBN 978-3-936557-15-2 und ISBN 978-3-936557-16-9.

Online Familiendatenbank
Der Verein betreibt online die Familiendatenbank NLF und stellt Interessierten damit eine umfangreiche Zusammenstellung von Familiendaten kostenlos zur Verfügung. Die Datenbank wird rein ehrenamtlich betreut. Sie enthält Informationen aus Nachlässen im Archiv des NLF und aktuelle Forschungen von Mitgliedern des NLF. Die Daten sind räumlich nicht auf das Land Niedersachsen beschränkt.